# Nova Soure
Nova Soure, também conhecido como Soure, é um município brasileiro no interior do estado da Bahia. Está localizado na Mesorregião do Nordeste Baiano na microrregião de Ribeira do Pombal. Sua população, conforme o censo realizado pelo IBGE em 2022, era de 24.236 habitantes.

## História
A região de Nova Soure teve como primeiros habitantes os indígenas quiriris.
Ao longo do século XVII, com a expansão da pecuária pelo Nordeste Baiano, houve confrontos entre os vaqueiros e os indígenas e, com isso, religiosos, sobretudo jesuítas, criaram aldeamentos missionários nessa parte da Bahia para proteger e catequizar os índios, sendo o mais antigo o de Massacará, localizado no atual município de Euclides da Cunha, fundado em 1639. O aldeamento de Nossa Senhora da Conceição de Natuba (atualmente a cidade de Nova Soure) foi fundado pelos jesuítas em 1666 e contava com um convento e uma igreja em louvor a Nossa Senhora da Conceição.
Nas terras férteis da Missão de Natuba e arredores se fixaram colonos portugueses, que desenvolveram a agricultura.
Ao longo do século XVIII, a população de Natuba, assim como em outros aldeamentos missionários, diminuía progressivamente.
A aldeia de Natuba foi elevada à categoria de Freguesia, com o nome de Nossa Senhora da Conceição de Soure, por meio de Provisão régia de 8 de maio de 1758, e elevada à categoria de vila, com o nome Soure, em data incerta – são propostas as datas 18 de maio de 1754, 7 de junho de 1755 e 3 de fevereiro de 1759 –, sendo a nova vila instalada em 10 de março de 1759.
Em 1759, os jesuítas foram expulsos do Brasil e do Império Português.
No começo de 1893, o líder messiânico Antônio Conselheiro visitou a vila de Soure junto com seus seguidores e eles destruíram as tábuas de impostos, no contexto do aumento dos tributos após a Proclamação da República (1889). Tal ato transformou Conselheiro em um inimigo das autoridades e, no mesmo ano que passou por Soure, o beato fundou o povoado de Belo Monte, palco da Guerra de Canudos (1896-7).
Por meio do Decreto estadual n° 7479, de 8 de julho de 1931, foi criado o município de Cipó e, ao mesmo tempo, Soure e outros municípios próximos foram anexados a Cipó como distritos.
Graças à luta de seus habitantes, Soure teve sua autonomia municipal restaurada por meio do Decreto Estadual n° 9600, de 18 de julho de 1935, sendo reinstalada em 18 de agosto do mesmo ano. No entanto, o Decreto-lei estadual n° 141, de 31 de dezembro de 1943, extinguiu o município de Soure novamente, reanexando-o a Cipó como um distrito, o qual teve o nome alterado para Nova Soure.
Nova Soure adquiriu sua autonomia definitiva por meio do Decreto estadual n° 12.978, de 1° de junho de 1944.

## Geografia
O município de Nova Soure está localizado no Nordeste do Estado da Bahia, a uma distância de 246 km da capital estadual, Salvador, e faz divisa com os seguintes municípios: ao norte, com Cipó; ao sul, com Sátiro Dias; a leste, com Olindina e Itapicuru e a oeste, com Tucano e Araci. Sua sede municipal está situada a uma altitude de 169 m acima do nível do mar. O relevo municipal é levemente acidentado, com pequenos morros tabulares de pequena importância e alguns pontos com planícies. O município é banhado pelo Rio Itapicuru e pelos riachos Natuba e Paiaiá, estes ambos afluentes do Itapicuru.
Os maiores povoados do município, além da sede, são o Distrito de Raso, maior do interior do município e em constante desenvolvimento, São José do Paiaiá e Melancia.